# Northville (Michigan)
Northville ist eine kleine Stadt, die in Teilen jeweils im Oakland County und im Wayne County im amerikanischen Bundesstaat Michigan liegt. Der Ort liegt zum größten Teil im Oakland County, wo er von der Stadt Novi umgeben ist. Angrenzende Gemeinden sind unter anderem Livonia und Plymouth. Northville befindet sich etwa 47 km nordwestlich von Detroit. Das U.S. Census Bureau hat bei der Volkszählung 2020 eine Einwohnerzahl von 6.119 ermittelt.

## Geschichte
Die erste Besiedlung Northvilles erfolgte 1825, im Jahr 1867 erhielt es den Status eines Villages. Etwa 70 Jahre lang war Northville Teil des Plymouth Township und erhielt seinen heutigen Namen aufgrund der geographisch nördlichen Lage zu Plymouth. 1955 wurde es als City inkorporiert.
1919 kaufte Henry Ford ein Fabrikgebäude, in dem fortan bis zum Wiederverkauf 1981 Ventile für Fahrzeuge Fords gebaut wurden.

## Wirtschaft
In Northville hat der Automobilzulieferer und Medizintechnikhersteller Gentherm (ehemals Amerigon) seinen Sitz. Gentherm produziert und vertreibt Sitz- und Lenkradheizungen für die Fahrzeugindustrie und Kühldecken zur Herbeiführung einer therapeutischen Hypothermie.